# Cuno Amiet
Cuno Amiet (Solothurn, 28 maart 1868 - Oschwand, 6 juli 1961) was een Zwitsers kunstschilder.

## Biografie

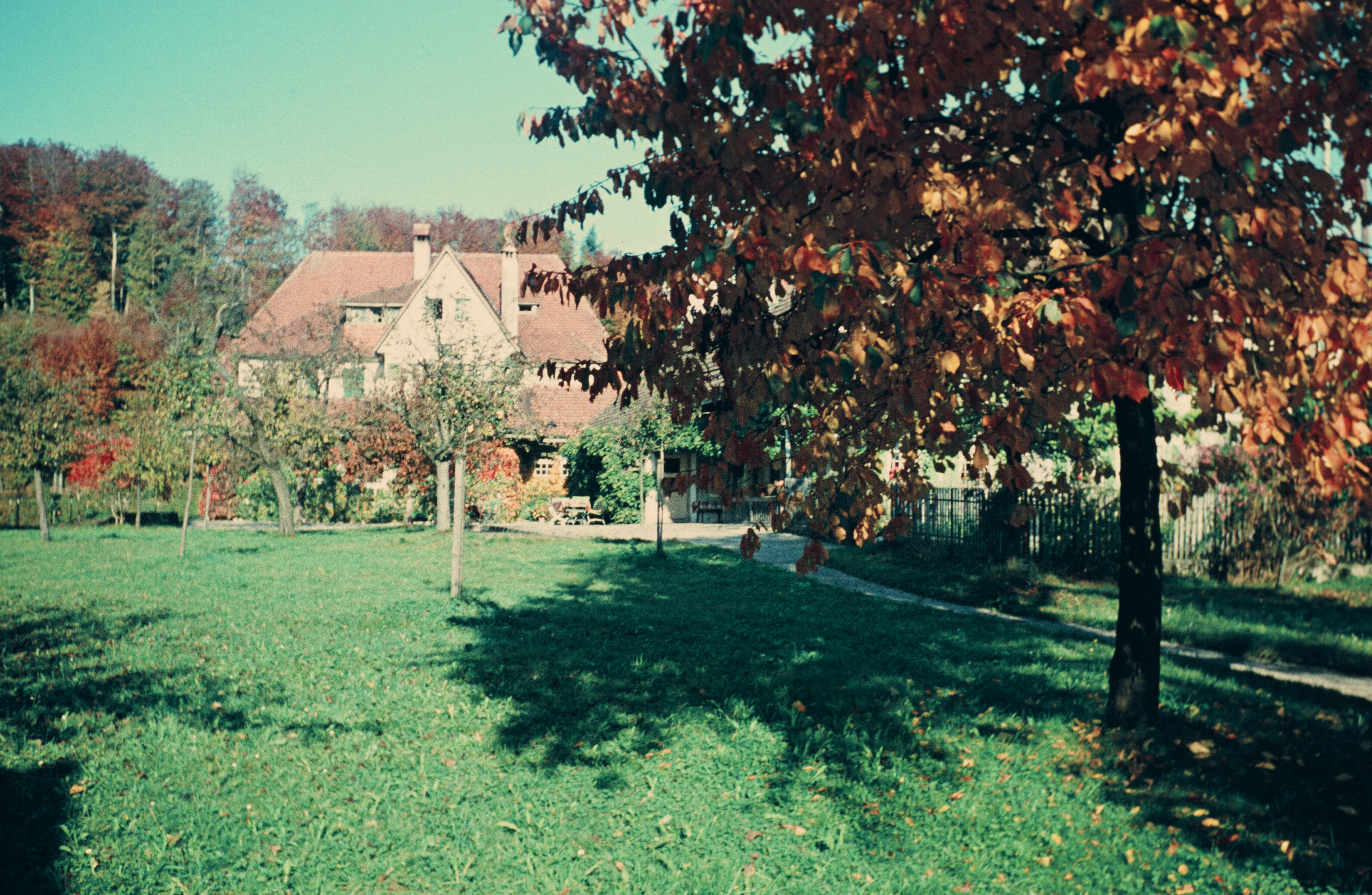
Het huis van Amiet in Oschwand

### Opleiding
Amiet was een zoon van Josef Ignaz Amiet. Op 15-jarige leeftijd maakte hij zijn eerste zelfportret. Vanaf 1884 was hij in de leer bij Frank Buchser, een vriend van zijn vader. Hij volgde een opleiding aan de academie van München en trok vervolgens naar de Académie Julian in Parijs waar hij studeerde met zijn vriend Giovanni Giacometti, die hij in 1887 in München had leren kennen. Beide zouden voor de rest van hun leven bevriend blijven.

### Carrière
In 1892 bezocht Amiet Pont-Aven, waar hij beïnvloed werd door Paul Gauguin en diens kleurgebruik. In 1893 keerde hij terug naar Zwitserland en ontmoette Ferdinand Hodler met wie hij een boegbeeld werd van de jugendstil in Zwitserland. In 1906 sloot Amiet zich aan bij de expressionisten van Die Brücke.
In 1898 trouwde Amiet met Anna Luder en het koppel vestigde zich in Oschwand in het kanton Bern. Hun huis werd een ontmoetingsplaats voor de Zwitserse en internationale kunstwereld. Van 1911 tot 1915 en van 1931 tot 1932 zetelde hij in de federale commissie voor schone kunsten. In 1934 en 1954 stelde hij zijn werk tentoon in het Zwitserse paviljoen op de Biënnale van Venetië.

### Werk
Amiets werk werd gekenmerkt door vier essentiële thema's: de tuin, de fruitoogst, het winterlandschap, het zelfportret. Hij maakte ook tal van muurschilderingen (1901-1952). Zijn werk Moeder en kind in een bloemenweide (1906) was een bestelling voor Hermann Kurz en bracht op een veiling in 2022 3,2 miljoen euro op. Bij de brand in het Glaspalast in München in 1931 gingen 51 van zijn belangrijkste werken verloren.

## Onderscheidingen
- Doctor honoris causa aan de Universiteit van Bern (1919).